# Życie i śmierć pułkownika Blimpa
Życie i śmierć pułkownika Blimpa (ang. The Life and Death of Colonel Blimp) – brytyjski dramat wojenny z 1943 roku w reżyserii Emerica Pressburgera i Michaela Powella, nakręcony w Technicolorze. 

## Obsada
- Roger Livesey – Clive Wynne-Candy
- Deborah Kerr – Edith Hunter / Martha Hunter / Barbara Wynne / Angela "Johnny" Cannon
- Anton Walbrook – Theo Kretschmar-Schuldorff
- Ursula Jeans – Frau von Kalteneck
- James McKechnie – Spud Wilson
- David Hutcheson – Hoppy
- Frith Banbury – David "Baby-Face" Fitzroy
- Muriel Aked – ciocia Margaret
- John Laurie – Murdoch
- Neville Mapp – Stuffy Graves
- Vincent Holman – portier
- Spencer Trevor – Period Blimp
- Roland Culver – pułkownik Betteridge[2]

## Produkcja
Zdjęcia kręcono w Londynie oraz na terenie hrabstw Buckinghamshire (Gerrards Cross) i North Yorkshire (Denton Hall).

## Nagrody i wyróżnienia
- 1945: nominacja do National Board of Review w kategorii Najlepsze filmy roku